# Darja Popowa

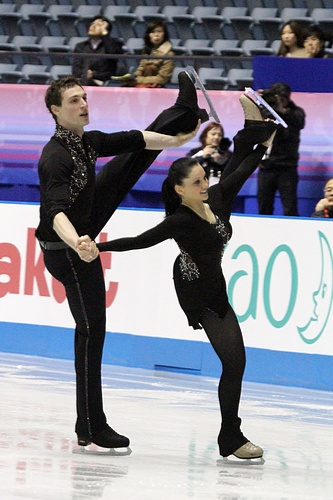
Popowa/Massot (2012)

Darja Popowa (* 28. Juli 1993 in Moskau, Russland) ist eine französische Eiskunstläuferin, die im Paarlauf startete. Ihr Eiskunstlaufpartner von 2011 bis 2014 war Bruno Massot. Mit ihm gewann sie 2012 die französische Meisterschaft.

## Ergebnisse

### Paarlauf
(mit Bruno Massot)
| Meisterschaft / Jahr         | 2012 | 2013 | 2014 |
| ---------------------------- | ---- | ---- | ---- |
| Weltmeisterschaften          |      |      | 15.  |
| Europameisterschaften        | 8.   | 7.   | 11.  |
| Französische Meisterschaften | 1.   | 2.   |      |